# Supardi Nasir
Supardi Nasir (Bangka, Indonesia; 9 de abril de 1983) es un futbolista de Indonesia que juega en la posición de defensa y que actualmente milita en el PSMS Medan de la Liga 2 de Indonesia.

## Carrera

### Club
| Periodo   | Club           | Apariciones | Goles |
| --------- | -------------- | ----------- | ----- |
| 2002–2004 | PS Palembang   | 18          | 0     |
| 2004–2006 | PSPS Pekanbaru | 20          | 0     |
| 2006–2008 | PSMS Medan     | 52          | 3     |
| 2008–2010 | Pelita Jaya    | 38          | 1     |
| 2010–2012 | Sriwijaya FC   | 59          | 4     |
| 2013–2016 | Persib Bandung | 61          | 2     |
| 2016      | Sriwijaya FC   | 33          | 1     |
| 2017–2022 | Persib Bandung | 100         | 3     |
| 2022–     | PSMS Medan     | 1           | 0     |

### Selección nacional
Jugó para Indonesia en 21 ocasiones de 2007 a 2014 y participó en la copa Asiática 2007.

## Logros
- Indonesia Super League: 2011–12,[2] 2014
- Indonesian Community Shield: 2010[3]
- Indonesian Inter Island Cup: 2010[4]
- President's Cup: 2015[5]